# Garlate

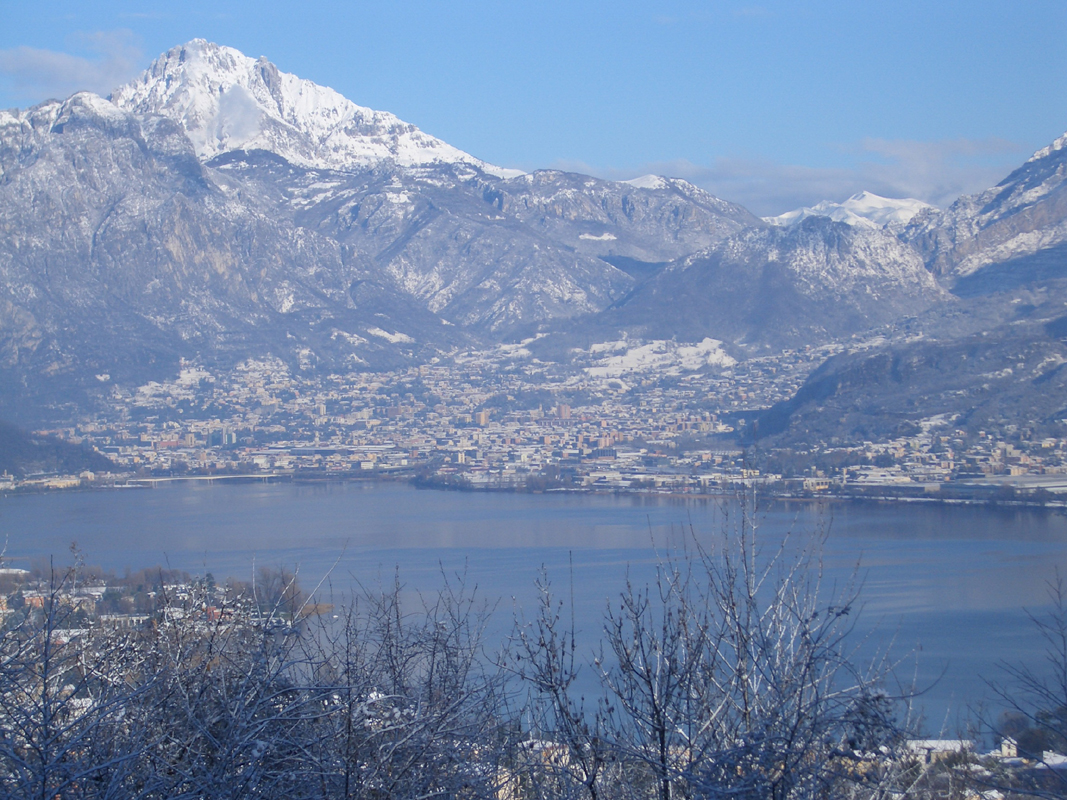
Garlate See mit Grigna im Hintergrund

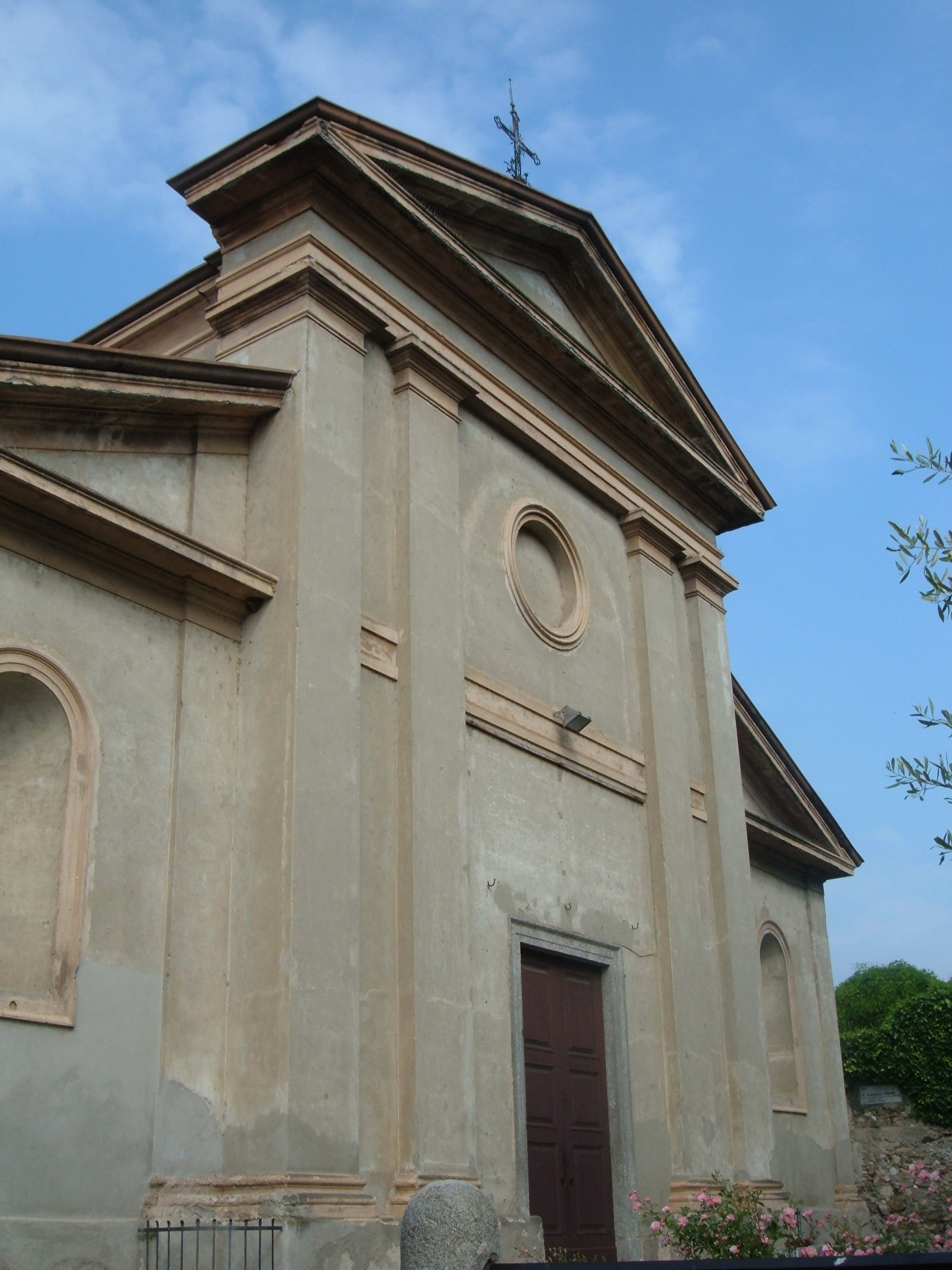
Pfarrkirche Santo Stefano

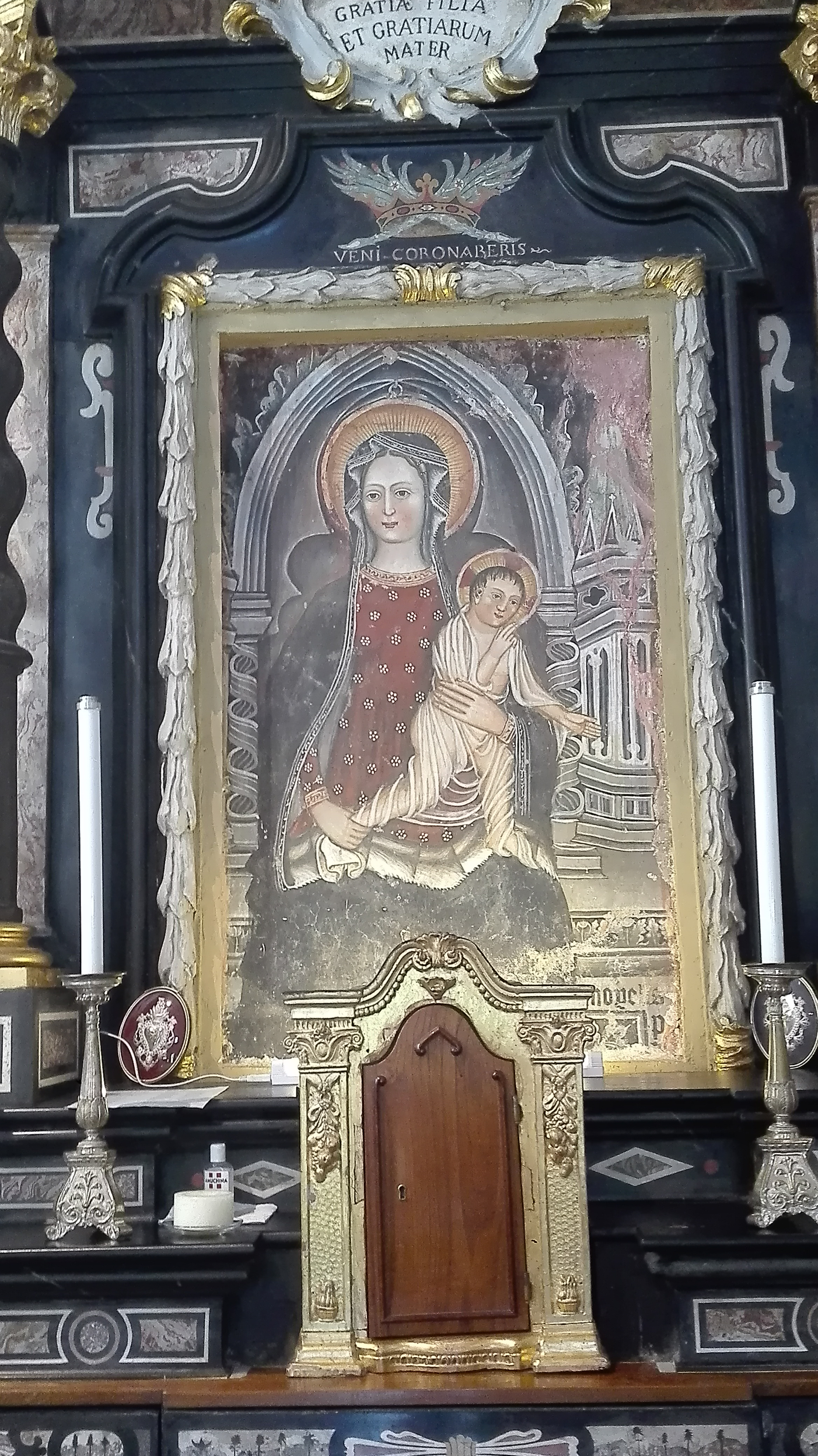
Madonna mit Kind

Garlate ist eine Gemeinde in der Provinz Lecco in der italienischen Region Lombardei mit 2594 Einwohnern (Stand 31. Dezember 2023). 

## Geographie
Garlate liegt etwa sechs km südlich der Provinzhauptstadt Lecco und 40 km nordöstlich der Metropole Mailand. Die Gemeinde liegt am rechten Ufer des gleichnamigen Sees und ist Teil der Comunità Montana Lario Orientale, des Parco del Monte Barro und des Parco dell’Adda Nord. Im Jahr 1971 hatte die Gemeinde Garlate eine Fläche von 214 Hektar.
Die Nachbargemeinden sind Galbiate, Lecco, Olginate, Pescate und Vercurago.

## Geschichte
Der Ortsname wird im Jahr 985 erwähnt. Garlate war, wie auch andere Orte der Brianza, ein Königshof. In den Statuten für die Straßen und Gewässer des Herzogtums Mailand wurde er in der Gemeinde Garlate als el locho da Garlà aufgeführt. Im Jahr 1412 leistete die Gemeinde Garlate durch Prokuratoren einen Treueeid auf Filippo Maria Visconti, der der Martesana superiore (Monte di Brianza) die bereits von Bernabò Visconti im Jahr 1373 und Giangaleazzo Visconti im Jahr 1385 gewährten Steuerbefreiungen für die loca et cassine Montis Brianze erneut bestätigte. Im Grundbuch des Herzogtums Mailand von 1558 und den nachfolgenden Aktualisierungen bis zum 17. Jahrhundert wird Garlate unter den Gemeinden der gleichnamigen Pieve aufgeführt. In einem Prospekt aus dem Jahr 1572 (Terre Ducato di Milano, 1572), in dem alle Ländereien des Herzogtums Mailand und andere, die mit ihnen für die Salzstara besteuert wurden, aufgeführt sind, ist auch Garlate enthalten.
Aus den Antworten, die 1751 auf die 45 Fragen der königlichen Volkszählung gegeben wurden, geht hervor, dass die Gemeinde Garlate, Vorsteherin der Pfarrkirche - die bereits 1538 mit den Gemeinden der Pfarrkirchen von Garlate und Oggiono an Giovanni Agostino d’Adda belehnt worden war, zu diesem Zeitpunkt nicht belehnt war, da sie im Jahr 1545 am 13. September der besagten Gemeinde £ 29,14,6 für das halbe Jahr, £ 16,8 für die Kasse, £ 1,16 an den Pförtner gezahlt hatte. Kein königlicher oder feudaler iusdicente residierte dort; der Konsul pflegte den Eid auf der Strafbank des Podestà von Mailand abzulegen, in dringenden Fällen wandte er sich an den Podestà von Lecco.
Nach der zeitweiligen Vereinigung der lombardischen Provinzen mit dem Königreich Sardinien wurde die Gemeinde Garlate mit 638 Einwohnern, die von einem fünfzehnköpfigen Gemeinderat und einem zweiköpfigen Stadtrat verwaltet wird, auf der Grundlage der durch das Gesetz vom 23. Oktober 1859 festgelegten Gebietsaufteilung dem Bezirk V von Oggiono, Bezirk III von Lecco, Provinz Como, zugeordnet. Bei der Gründung des Königreichs Italien im Jahr 1861 hatte die Gemeinde 653 Einwohner (Volkszählung 1861). Nach dem Gemeindegesetz von 1865 wurde die Gemeinde von einem Bürgermeister, einer Junta und einem Rat verwaltet. Im Jahr 1867 wurde die Gemeinde in denselben Bezirk, Kreis und dieselbe Provinz eingegliedert (Verwaltungsbezirk 1867).
Im Jahr 1924 wurde die Gemeinde in den Bezirk Lecco der Provinz Como eingegliedert. Nach der Gemeindereform von 1926 wurde die Gemeinde von einem Podestà verwaltet. Im Jahr 1928 wurde die Gemeinde Garlate mit der aufgelösten Gemeinde Pescate zusammengelegt und 1953 neu gebildet. Im Jahr 1929 wurde das Dorf Calcherino der Gemeinde Garlate zugeordnet, die von der Gemeinde Galbiate abgetrennt wurde. Nach der Gemeindereform von 1946 wurde die Gemeinde Garlate von einem Bürgermeister, einem Gemeinderat und einem Verwaltungsrat verwaltet. 

## Bevölkerung
| Bevölkerungsentwicklung | Bevölkerungsentwicklung | Bevölkerungsentwicklung | Bevölkerungsentwicklung | Bevölkerungsentwicklung | Bevölkerungsentwicklung | Bevölkerungsentwicklung | Bevölkerungsentwicklung | Bevölkerungsentwicklung | Bevölkerungsentwicklung | Bevölkerungsentwicklung | Bevölkerungsentwicklung | Bevölkerungsentwicklung | Bevölkerungsentwicklung | Bevölkerungsentwicklung | Bevölkerungsentwicklung | Bevölkerungsentwicklung |
| ----------------------- | ----------------------- | ----------------------- | ----------------------- | ----------------------- | ----------------------- | ----------------------- | ----------------------- | ----------------------- | ----------------------- | ----------------------- | ----------------------- | ----------------------- | ----------------------- | ----------------------- | ----------------------- | ----------------------- |
| Jahr                    | 1861                    | 1871                    | 1881                    | 1901                    | 1911                    | 1921                    | 1931                    | 1951                    | 1961                    | 1971                    | 1981                    | 1991                    | 2001                    | 2011                    | 2022                    |                         |
| Einwohner               | 678                     | 734                     | 807                     | 875                     | 944                     | 914                     | 980                     | 1076                    | 1288                    | 1719                    | 2263                    | 2453                    | 2525                    | 2617                    | 2664                    |                         |
| Quelle: ISTAT           |                         |                         |                         |                         |                         |                         |                         |                         |                         |                         |                         |                         |                         |                         |                         |                         |

## Kultur und Sehenswürdigkeiten
- Pfarrkirche Santo Stefano – Fest des Ortspatrons am 26. Dezember. Im 7. Jahrhundert wurde die Kirche vergrößert und im 10. Jahrhundert wurde sie zur Pfarrkirche mit Vikariat. Die erste Erwähnung stammt aus dem Jahr 985. Im gleichen Zeitraum wurde das Gebäude auf drei Schiffe erweitert. Im 16. Jahrhundert gab es in der Nähe der Pfarrkirche drei weitere Kirchen, die heute verschwunden sind: eine der heiligen Agnes, eine dem heiligen Laurentius (vielleicht vorher dem heiligen Vinzenz geweiht) und eine dem heiligen Damian. Dann wurde in der Nähe der Pfarrkirche auch die Taufkapelle errichtet, die im 18. Jahrhundert in ein Beinhaus umgewandelt und 1886 wieder ihrer ursprünglichen Bestimmung zugeführt wurde. Im Jahr 1574, nach dem Niedergang der Kirche von Garlate, ging der Titel der Pfarrei auf den von Sant’Agnese d’Olginate über. Zwischen dem 17. und 18. Jahrhundert wurde die neue Pfarrkirche gebaut. Im 18. Jahrhundert wurde auch der Glockenturm erhöht. Die Kirche wurde 1896 umfassend renoviert, wobei die Ausrichtung des Gebäudes umgekehrt wurde. Bei den Arbeiten wurden eine Reihe von Funden aus dem 5. Jahrhundert entdeckt.
- Kirche der Heiligen Cosmas und Damian (18. Jahrhundert), erbaut zum Gedenken an die Opfer der Pest.
- Ex-Villa Abegg (19. Jahrhundert), derzeitiger Sitz der Gemeinde, die mit Fresken bemalte Räume beherbergt.
- Ex-Filanda Bruni-Gnecchi-Abegg (19. Jahrhundert), Museo civico della seta.